# IC 1470
IC 1470 est une nébuleuse en émission dans la constellation de Céphée.
Elle est située dans la partie sud-est de la constellation, à une courte distance de la frontière avec Cassiopée. La période la plus appropriée pour son observation dans le ciel du soir tombe entre les mois de juillet et décembre et elle est considérablement facilitée pour les observateurs situés dans les régions de l'hémisphère boréal, où elle se produit circumpolaire jusqu'aux régions tempérées chaudes.
Il s'agit d'une région H II compacte située sur le bras de Persée et liée à l'amas ouvert NGC 7510. Il est situé à une distance d'environ 4 890 pc (∼15 900 al) dans une région à quelques centaines de parsecs de l'association stellaire Cepheus OB1. Le responsable de son ionisation est une étoile bleue de classe spectrale O7 qui se situe au bord d'un grand nuage moléculaire, dont le rayonnement ultraviolet pénètre le gaz mélangé à la poussière, l'excitant et la rendant visible. Des phénomènes de formation d'étoiles sont actifs dans la nébuleuse, comme en témoigne le nombre élevé de sources de rayonnement infrarouge identifiées dans sa direction, dont sept identifiées par IRAS. Certaines d'entre elles coïncident avec de jeunes protoétoiles profondément immergées dans le gaz. De nombreux masers ont également été découverts dans la région, dont trois avec des émissions OH, trois avec des émissions H2O et un avec des émissions CH3OH. La nébuleuse et ses nuages moléculaires associés ont été inclus dans le catalogue Avedisova dans le cadre d'une seule grande région de formation d'étoiles.